# Heliophorus oda
Heliophorus oda är en fjärilsart som beskrevs av William Chapman Hewitson 1865. Heliophorus oda ingår i släktet Heliophorus och familjen juvelvingar. Inga underarter finns listade i Catalogue of Life.

## Bildgalleri

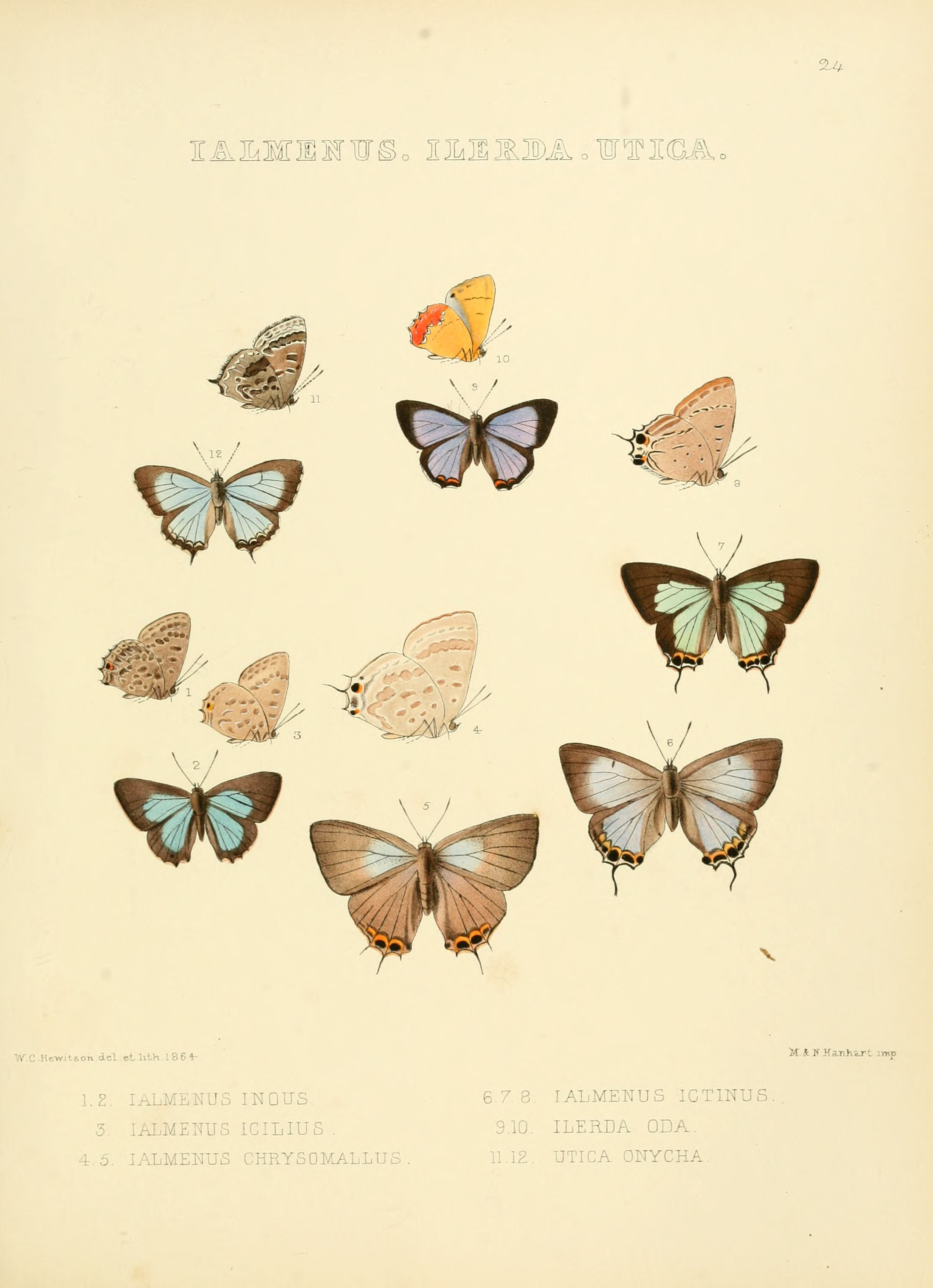
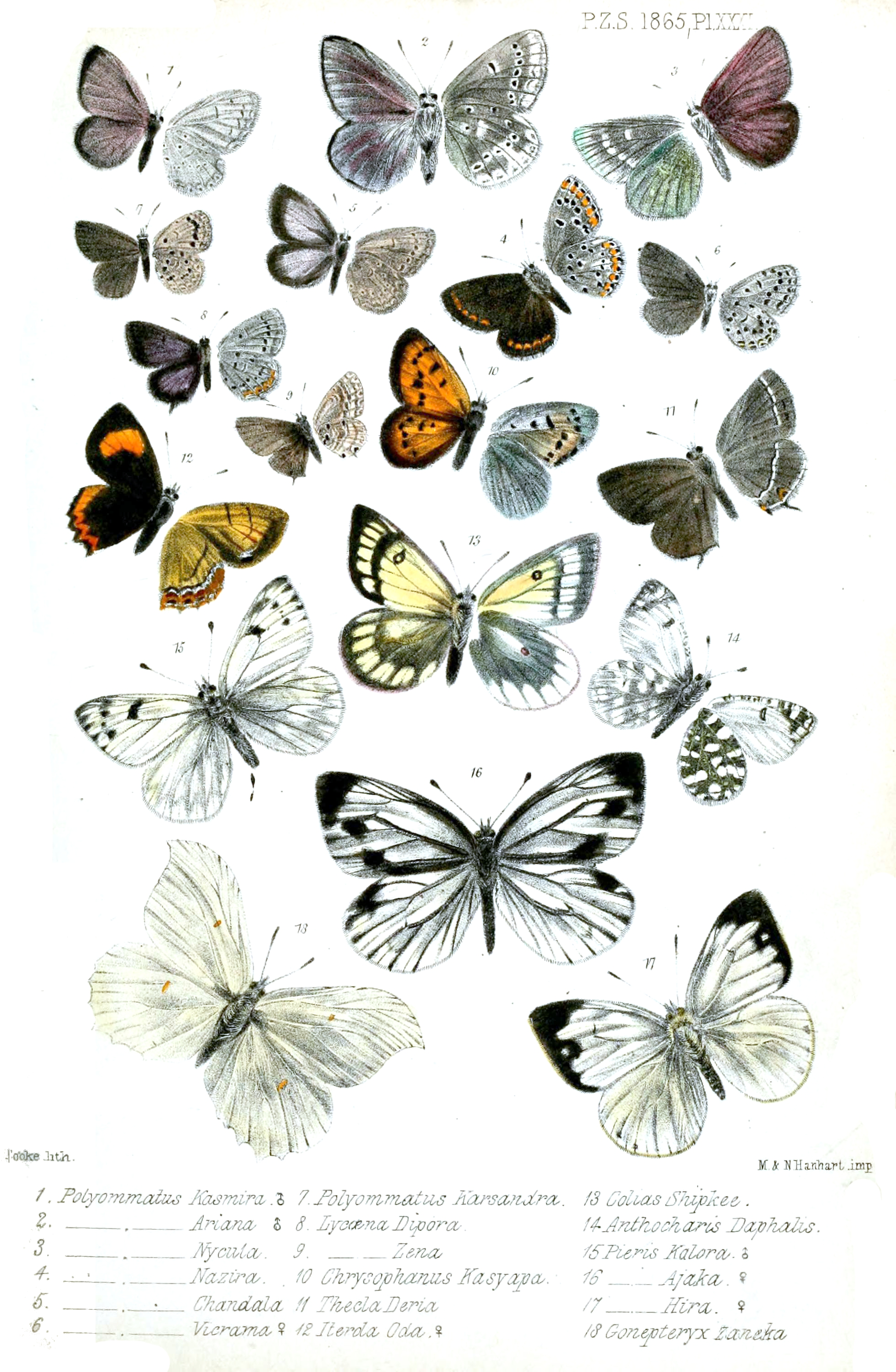
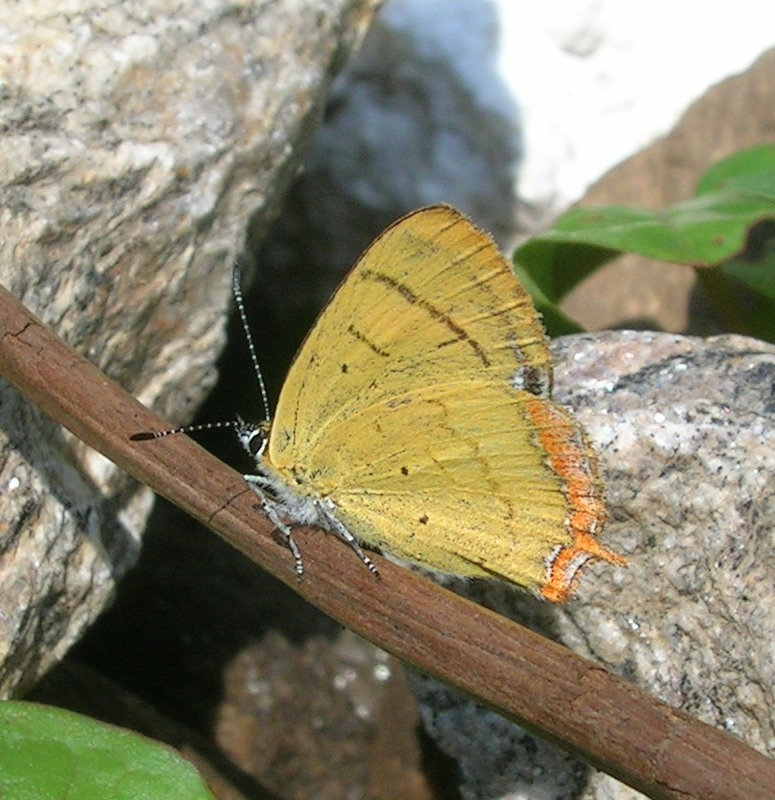
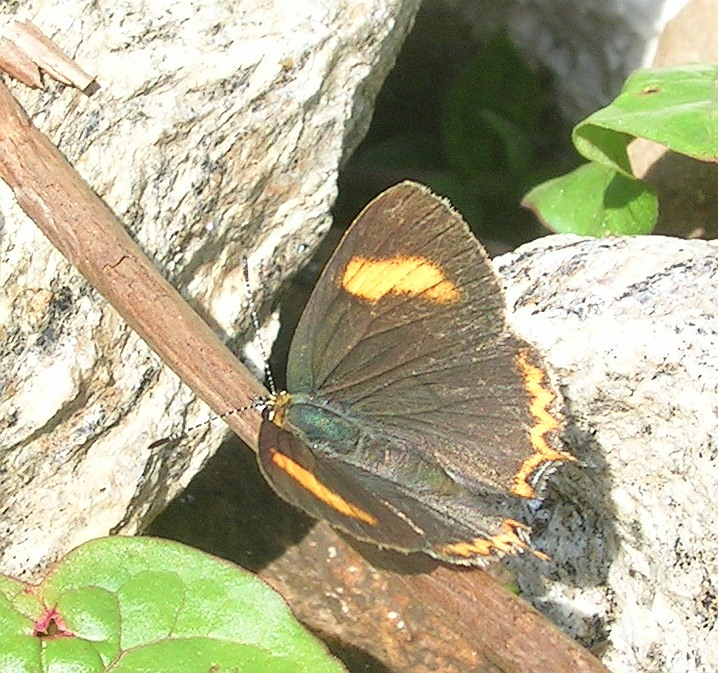